# Oliverella
Oliverella es un género   de arbustos pertenecientes a la familia Loranthaceae. Es originario del este de  África.

## Taxonomía
El género fue descrito por Philippe Édouard Léon Van Tieghem y publicado en Bulletin de la Société Botanique de France 42: 258 en el año 1895. La especie tipo es Oliverella rubroviridis Tiegh.

## Especies aceptadas
A continuación se brinda un listado de las especies del género Oliverella aceptadas hasta noviembre de 2014, ordenadas alfabéticamente. Para cada una se indica el nombre binomial seguido del autor, abreviado según las convenciones y usos.
- Oliverella bussei (Sprague) Polhill & Wiens
- Oliverella hildebrandtii (Engl.) Tiegh.
- Oliverella rubroviridis Tiegh.